# 烏特里斯塔岩
烏特里斯塔岩（英語：Utrista Rock）是南極洲的岩層，位於毛德皇后地的阿斯特里德公主海岸，處於達爾曼山東北面18公里的奧爾萬山脈東北端，現時由南極條約體系管理。